# کلیسای مشرق
کلیسای مشرق (به سریانی: ܥܕܬܐ ܕܡܕܢܚܐ Ēdṯāʾ d-Maḏenḥā) یا کلیسای شرقی، کلیسای نسطوری، کلیسای سلوکیه-تیسفون، کلیسای بابلی، کلیسای آشوری، و کلیسای پارسی، کلیسایی از شاخه مسیحیت شرقی بود که در اواخر قرن یکم میلادی در سرزمین آشور که بعداً در شاهنشاهی اشکانی ساتراپی آشورستان نام گرفت، تأسیس شده بود. بقایای این کلیسا امروزه در عراق قرار دارد. کلیسای مشرق از مسیحیت نستوری سرچشمه گرفت و سنت‌های متمایزی از الهیات مسیحی را گسترش داد و نقش مهمی در تاریخ مسیحیت در آسیا ایفا کرد. همچنین باعث انشقاق ۱۵۵۲ شد که در اوایل دوران مدرن منجر به یک سری تقسیم‌بندی‌های درونی میان مسیحیان آشوری گردید و در نهایت منجر به ایجاد کلیسای کاتولیک کلدانی و کلیسای آشوری مشرق شد. کلیسای باستانی شرق که در سال ۱۹۶۸ توسط مار توما دارمو ایجاد گردید ریشه‌های خود را به کلیسای مشرق می‌رساند. کلیسای مشرق توسط پاتریارک شرق یا کاتولیکوس شرق رهبری می‌شد.

## مسیحیت نستوری و نامگذاری

طیفهای مختلف مسیح‌شناسی در طول قرن‌های پنجم و هفتم. رنگ آبی نشان دهنده دیدگاه کلیسای مشرق می‌باشد.

کلیسای مشرق با نستوریانیسم پیوند خورده‌است، بینشی که بر افتراق بین طبیعت انسانی و الهی عیسی مسیح تأکید دارد. 
دیدگاه نِستوریوس نقطه اوج جریان فلسفی‌ای است که توسط دانشمندان مدرسه انطاکیه، به ویژه مربی نستوریوس، تئودور از موپسوئست، نشان داده شده‌است. این دیدگاه در زمانی که نسطوریوس عنوان «تئوتوکوس» به معنای «حامل خدا» که برای مریم، مادر عیسی استفاده می‌شد را به چالش کشید جنجال آفرید.  او عنوان کرد که این عنوان، انسانیت کامل مسیح را از بین می‌برد در حالیکه این عیسی که نیازمند به بدن شخصی برای به وجود آمدن است نمی‌تواند خدایی کامل با ذات الهی تنها باشد بلکه عیسی دارای دو ذات هم‌زمان خدایی و انسانی است. به این ترتیب وی عبارت کریستوتوکوس به معنای «حامل مسیح» را به عنوان نام جایگزین برای مریم پیشنهاد داد. این اظهارات انتقاد دیگر مسیحیان برجسته کلیسا، به ویژه سیریل اسکندریه را برانگیخت که منجر به شورای شهر اِفِسوس در ۴۳۱ میلادی گشت، که طی آن نستوریوس به عنوان کافر محکوم و از مقام پاتریارک خلع شد. نستوریانیسم به‌طور رسمی مردود اعلام شد و پیروان آن از دین خارج شده اعلام شدند حکمی که در شورای کلسدون در سال ۴۵۱ نیز دوباره تکرار شد. با این حال، تعدادی از کلیساها، به خصوص آن‌هایی که با مدرسه ادسا در آشور و شمال میان‌رودان ارتباط داشتند، از نستوریوس حمایت کردند و از کلیساهای امپراتوری روم و بیزانس بریدند. بسیاری از طرفداران نستوریوس به ایران ساسانی انتقال یافتند. این حوادث به عنوان انشقاق نستوری شناخته می‌شود.

## مسیحیت در ایران
اولین جامعه مسیحی در شرق، در اوایل قرن اول میلادی هم‌زمان با حکومت اشکانیان در شمال میان‌رودان تشکیل شد. در سال ۲۶۶ میلادی، این منطقه به‌طور کامل توسط امپراتوری ساسانی با عنوان استان آشورستان به ایران ضمیمه شد در آن زمان جوامعی مسیحی در شمال میان‌رودان، ایلام و فارس وجود داشتند.   این جوامع مسیحی اولیه در قرن چهارم و پنجم توسط مهاجران بزرگی از امپراتوری روم شرقی تقویت شدند. 
کلیسای ایرانی یا کلیسای پارسی (به انگلیسی: Persian Church) شورایی از اسقف‌های مسیحی ایرانی بود که در سال ۴۱۰ پس از میلاد مسیح به دستور یزدگرد اول پادشاه ساسانی در امپراتوری ایران تشکیل شد. مسیحیان حوزه امپراتوری ایران بخشی از ایرانیان بودند که به واسطه جنگ‌های پی در پی با بیزانس مورد بی‌مهری قرار گرفته بودند. پس از در اختیار گرفتن رشته امپراتوری توسط یزدگرد اول، این بی‌مهری به پایان رسید و پادشاه تصمیم گرفت این ایرانیان را که نسل‌ها در این امپراتوری زندگی کرده بودند دوباره در چتر حوزه نفوذ ایران فرهنگی قرار دهد و برای آسانی زندگی آنان دستور داد تا کلیسای مشرق یا کلیسای نِستوری یا کلیسای ایرانی (سریانی: ܥܕܬܐ ܕܡܕܢܚܐ Ēdṯāʾ d-Maḏenḥā) گردد. کار این بود که تمامی اسقف‌نشین‌های ایران را پیرو اسقف اعظم در تیسفون نماید.
نقش سازمان‌های دینی در روابط خارجی ایران امپراتوری ساسانی و امپراتوری بیزانس برجسته بود. این دو امپراتوری همزمان با جنگ واقعی، یک جنگ ایدئولوژیک را نیز رهبری می‌کردند. مبلغان زرتشتی و اسقف‌های مسیحی در جنگ تبلیغاتی که از همه ابزارهای خود استفاده می‌کردند. هنگامی که کنستانتین یکم دین رسمی بیزانس را مسیحیت اعلام کرد، نیروی بزرگ مذهب را در اختیار سیاست قرار داد که موجب گسترش سیاسی این امپراتوری ایجاد کرد. البته چد دهه پیش از او امپراتوری ساسانی دین رسمی ایران را زرتشتی‌گری اعلام کرده و ایران تا حد زیادی زرتشتی شده بود. آموزه زرتشت به ستون پشتیبانی پادشاهی ساسانی تبدیل شد. اما هیچ‌گاه استفاده‌ای که کنستانتین از به‌کارگیری دین در سیاست انجام گرفته بود توسط امپراتوری ساسانی متحقق نشد. یزدگرد اول می‌بایست موقعیت خود را با این نیروی تازه ظهور یافته از یک طرف و مسیحیان ایرانی روشن سازد. برای همین دستور داد تا شورایی تشکیل شود که اسقف‌های ایرانی را تحت یک نظام واحد درآورد و وفاداری ایشان به سرزمین مادری خود را یادآور شود. این کار باعث شد خیال او از جبهه‌های غربی تا حد زیادی آسوده شود. این ایرانیان بعدها در فرایند نهضت ترجمه که در آن مجموعه دانشی که در امپراتوری ایران جمع شده بود را به عربی برگردانده شد نقش مهمی را ایفا کردند.

## شکل‌گیری کلیسای مشرق
کلیسای مشرق بین سال ۴۲۴–۴۲۷ میلادی رسماً از کلیسای دولتی امپراتوری روم جدا شد و از لحاظ تشریفات کلیسایی به کلیسای شرق سوریه وفادار ماند و از لحاظ الهیات بینش دیوفیزیت را از مکتب نستوری برگزید. نستوریوس رأی شورای اِفِسوس را در سال ۴۳۱ نپذیرفت و باعث انشقاق نستوری گشت، اتفاقی که به مهاجرت عده زیادی از پیروان وی به ایران تحت حکومت ساسانیان انجامید. دیدگاه مهاجرین نستوری مورد استقبال مسیحیان آشوری ساکن در امپراتوری ایران قرار گرفت و تا قرن پنجم به به تدریج مذهب نستوریان را پذیرفته و کلیسای آشور تبدیل به کلیسایی نستوری گردید.
اگر چه جامعه نستوری تاریخ خود را به قرن اول میلادی می‌رساند اما کلیسای مشرق نخستین بار در قرن چهارم با به رسمیت شناختن یزدگرد اول در شاهنشاهی ساسانی به رسمیت دست یافت. در سال ۴۱۰ شورای سلوکیه-تیسفون، در پایتخت ساسانی برگزار شد، به اسقف‌های کلیسا اجازه داد تا کاتولیکوس رسمی انتخاب کنند. کاتولیکوس بر گرفته از واژه‌ای یونانی بود و به معنی اسقف جهانی بود. کاتولیکوس اسحاق، اولین رهبر انتخابی کلیسای مشرق بود که به عنوان رهبری جامعه مسیحی آشوری و نماینده امپراتور ساسانی انتخاب شد.

## استقلال از کلیسای روم
(بعضی فرقه‌های معتقد به سه‌گانه‌ناباوری، ترمیم‌گرایی و ناباور به مسیحیت نیقیه نشان داده نشده‌اند)
با توجه تحت فشار امپراتوری ساسانی، کلیسای مشرق از کلیسای ارتدکس یونان یا همان کلیسای امپراتوری روم شرقی بعدی، فاصله گرفت. در سال ۴۲۴، اسقف‌های امپراتوری ساسانی در شورایی به رهبری کاتولیکوس دادیشو اجتماع کردند و تصمیم گرفتند که از این پس مشکلات و مسائل انضباطی یا الهیاتی را به هیچ قدرت خارجی و به ویژه هیچ اسقف یا شورای کلیسایی از امپراتوری روم ارجاع ندهند.
بنابراین، کلیساهای میان‌رودان نماینده‌ای به شوراهای مختلف «کلیسای غربی» ارسال نکردند؛ و رهبران کلیسای شرقی، هیچ التزامی نسبت به تصمیمات اتخاذ شده توسط شوراهای سلطنتی رومی احساس نداشتند. با این وجود، عقاید و الهیات شورای اول نیقیه در سال ۳۲۵، که الوهیت کامل مسیح را تأیید کرد را که به‌طور رسمی در شورای سلوکیه-تیسفون در سال ۴۱۰ تأیید کردند. البته درک کلیسای مشرق از اصطلاح «ذات» یا «طبیعت» با تعریف ارائه شده در شورای کلسدون در سال ۴۵۱ متفاوت بود و به همین دلیل، کلیسای آشوری هرگز تعریف کلسدونی را تصویب نکرد.
بحث‌های مذهبی که به دنبال شورای اِفِسوس در سال ۴۳۱ درگرفت، نقطه عطفی در تاریخ مسیحیت بود؛ و طی مصوبات این شورا از مسیحیت نستوریوس با عنوان «بدعت» یاد شد.
امپراتوری ساسانی، که با بیزانس روابط خصمانه‌ای داشت، این فرصت را غنیمت شمرد و از نستوریان حمایت کرد. شاه ساسانی اقداماتی برای اینکه مذهب نستوری در کلیسای آشوری اولویت پیدا کند انجام داد، حمایت از آن‌ها در مقابل دیگر مذاهب مسیحی و تندروان زرتشتی و اعدام کاتولیکوس رومی مستقر در ایران در سال ۴۸۴ و جایگزینی او با یک اسقف نستوری از این اقدامات بودند. کاتولیکوس پاتریارک بابای، نستوری بودن کلیسای آشوری را رسماً تأیید کرد.

## دوران اسلامی

مراکز کلیسایی در طول سده ۱۰ میلادی

پس از اینکه امپراتوری ساسانی در سال ۶۴۴ توسط اعراب مسلمان فتح شد، کلیسای مشرق به عنوان اقلیت رسمی اهل کتاب قلمداد شد. همان‌طور که با تمام گروه‌های مسیحی و یهودی دیگر نیز به همان وضعیت برخورد می‌شد، کلیسا نیز محدود شد، اما همچنان دارای درجه‌ای از حمایت بود. نستوریان مجاز به تبلیغ مذهبی یا تلاش برای تغییر دین مسلمانان نبودند، به همین دلیل مسیحیان فعالیت خود را به خارج از مرزهای حکومت اسلامی گسترش دادند، آن‌ها اسقف نشینی در هند تأسیس کردند و با وجود حضور مسیحیت مونوفیزیت قوی در آنجا، پیشرفت‌هایی در مصر داشتند و وارد آسیای مرکزی شده و موفق به مسیحی کردن تاتارها شدند. مسیحیت نستوری در اوایل دوران سلسله تانگ در چین تأسیس شد. در قرن هفتم، کلیسای مشرق دارای دو اسقف بزرگ نستوری بود و بیش از ۲۰ اسقف در شرق مرزهای ایران، ورای رودخانه آمودریا داشت.
مسیحیان نستوری کمک قابل توجهی به حکومت‌های اموییان و عباسیان، مخصوصاً در ترجمه آثار فیلسوفان یونان باستان به سریانی و عربی نمودند.

## گستره فعالیت
در طی فعالیت‌های تبلیغی کلیسای مشرق در ایران مردم استان آشور و سایر جوامع قومی در استان‌های غربی امپراتوری ایران به مسیحیت گرویدند. به خصوص در منطقه تاریخی میان‌رودان، از جمله استان دل ایران‌شهر و چندین دولت‌شهر تحت حمایت ایران مانند اسروئن، آدیابن، گرمکان، دهوک و آشور.
کلیسا در دوره ساسانیان به سرعت در حال رشد بود و پس از تسلط مسلمانان بر ایران (۶۳۳–۶۵۴)، به عنوان جامعه اهل کتاب از تخریب در امان ماند و تحت حکومت اسلامی قرار گرفت. تا قرن سیزدهم دامنه فعالیت آن به شدت گسترش یافت، بطوری‌که جوامعی در هند (مسیحیان سنت توماس)، در مغولان آسیای مرکزی و در چین که از قرن هفتم تا هجدهم میلادی که تحت سلطنت امپراتوری تانگ قرار گرفته بود به دین مسیحی نستوری گرویدند. در قرن‌های ۱۳ و ۱۴ کلیسای مشرق تحت امپراتوری مغول به بیشترین گسترش جغرافیایی دست یافت به‌طوری‌که در آن مسیحیان نستوری به مناصب حکومتی راه یافتند. بین قرن‌های ۹ و ۱۴ کلیسای مشرق بزرگترین کلیسای مسیحی جهان از نظر گستره جغرافیایی بود و فارغ از خانه خود در شمال میان‌رودان، از دریای مدیترانه تا چین، مغولستان، آسیای مرکزی، آناتولی، شبه‌جزیره عربستان و هندوستان را در بر می‌گرفت.

## سرانجام
پس از اوج گستردگی جغرافیایی، کلیسا در قرن ۱۴ میلادی دوره‌ای از افول را تجربه کرد که به انحطاط آن انجامید. امپراتوری مغول با جنگ داخلی مضمحل شد، سلسله مینگ در چین در سال ۱۳۶۸ میلادی مغولان را سرنگون و مسیحیان را با عنوان «عوامل بیگانه» از چین اخراج کرد و بسیاری از مغولان در آسیای مرکزی به اسلام گرویدند. تیمور لنگ که دین اسلام را پذیرفته بود تقریباً مسیحیان باقی مانده در ایران، میان‌رودان و شام را ریشه کن کرد. پس از آن، مسیحیت نستوری عمدتاً محدود به جوامع بومی آشوری در شمال میان‌رودان (شمال عراق امروزی، جنوب شرقی ترکیه، شمال غربی ایران و شمال شرقی سوریه) و ساحل مالابار هند شد. 

## یادداشت
1. ↑  با نام‌های کلیسای نِستوری یا کلیسای ایرانی نیز شناخته می‌شود.